# Bothus guibei
Bothus guibei är en fiskart som beskrevs av Stauch, 1966. Bothus guibei ingår i släktet Bothus och familjen tungevarsfiskar. Inga underarter finns listade.